# Nicolas Thibaudeau
Nicolas Thibaudeau (* 5. September 1990 in Bois-des-Fillion, Québec) ist ein kanadisch-schweizerischer Eishockeyspieler. Er ist auf den Positionen des Mittel- und des Flügelstürmers einsetzbar und spielt seit 2022 für die Cornwall Senior Prowlers in der Eastern Ontario Super Hockey League.

## Spielerlaufbahn
Thibaudeau verbrachte Teile seiner Kindheit und Jugend in der Schweiz, wo sein Vater Gilles als Profi spielt, und verfügt deshalb über eine Schweizer Spiellizenz. Im Alter von zwei Jahren stand er in Davos erstmals auf Schlittschuhen, seine Eishockeykarriere begann er in der Jugendabteilung des SC Rapperswil-Jona. Als er zehn Jahre alt war, kehrte die Familie nach Kanada zurück. In seiner Heimat Québec lief Thibaudeau in der Juniorenliga QJAAAHL für die Cobras de Terrebonne sowie die Montagnards de Sainte-Agathe auf.

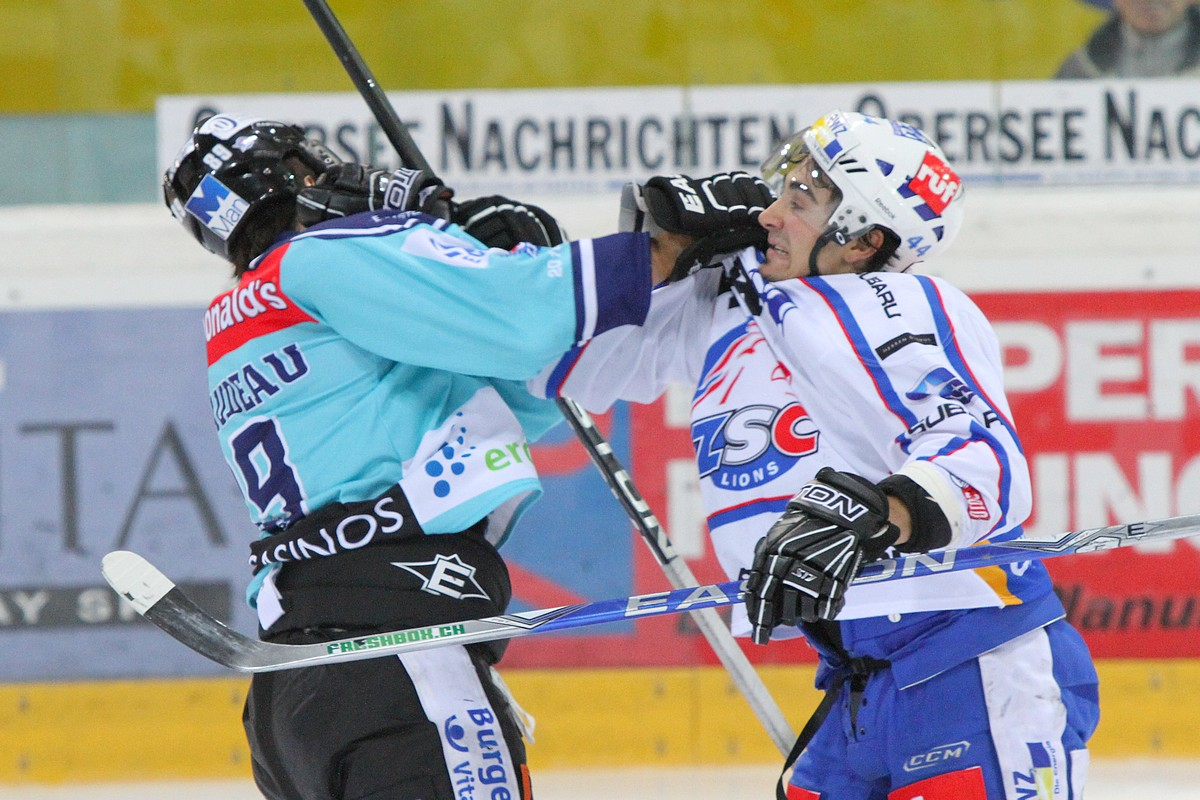
Nicolas Thibaudeau (li.) im Zweikampf mit Andres Ambühl (2010)

Nach einem Probetraining im Sommer 2010 unterschrieb er seinen ersten Profivertrag bei den Rapperswil-Jona Lakers und kam in seiner Premierensaison zu 46 Einsätzen in der Schweizer National League A (NLA). Nach fünf Jahren in Rapperswil und dem Abstieg aus der NLA unterschrieb er im April 2015 beim EV Zug einen Kontrakt für die Saison 2015/16. Vor der Saison 2016/17 wechselte er zum EHC Visp in the National League B (NLB) und wurde dort mit einem Zweijahresvertrag gebunden. Von 2018 bis 2020 stand er beim HC Ajoie unter Vertrag.

## Persönliches
Sein Vater Gilles Thibaudeau spielte in den späten 1980er und frühen 1990er Jahren für die Canadiens de Montréal, die Toronto Maple Leafs und die New York Islanders in der National Hockey League (NHL) sowie anschließend in der Schweiz.